# Tom Courtenay
Thomas Daniel Courtenay (Kingston upon Hull, Inglaterra; 25 de febrero de 1937) es un actor británico que apareció en numerosas películas exitosas durante los años 1960, incluyendo The Loneliness of the Long Distance Runner (1962), Billy Liar (1963) y Doctor Zhivago (1965). Desde mediados de dicha década, se ha concentrado principalmente en su trabajo teatral. En febrero de 2001 fue nombrado caballero por sus servicios al cine y teatro.

## Biografía

### Primeros años
Courtenay nació en Kingston upon Hull hijo de Anne Eliza y Thomas Henry Courtenay, un pintor de barcos. Allí asistió a la Kingston High School. Posteriormente estudió drama en la Real Academia de Arte Dramático (RADA) en Londres.

### Carrera
Courtenay realizó su debut teatral en 1960 con la compañía teatral del Old Vic en el Royal Lyceum Theatre de Edimburgo. En 1961, interpretó al personaje principal en una producción de Billy Liar en el Cambridge Theatre. Posteriormente, interpretaría el mismo papel en la adaptación cinematográfica de la novela, dirigida por John Schlesinger.
El debut cinematográfico de Courtenay fue la película de 1962 Private Potter dirigida por Caspar Wrede, quien lo había observado mientras estudiaba en la RADA. Poco después, apareció en The Loneliness of the Long Distance Runner, dirigida por Tony Richardson y en Billy Liar. Por su actuación en The Loneliness of the Long Distance Runner, Courtenay ganó el Premio BAFTA al actor más prometedor en 1962. En 1965, Courtenay interpretó al líder revolucionario Pasha Antipov en Doctor Zhivago. Por esta actuación, fue nominado al Óscar al mejor actor de reparto. Otros de sus trabajos cinematográficos conocidos son King & Country (1964), dirigida por Joseph Losey, y La noche de los generales (1967), dirigida por Anatole Litvak.
A pesar de la atención que recibió por sus apariciones en estas películas, Courtenay ha manifestado que no está particularmente interesado con actuar para la pantalla grande. Desde mediados de los años 1960, Courtenay se empezó a concentrar en su trabajo teatral. En 1966, inició una larga relación con el recién formado Royal Exchange Theatre de Mánchester, trabajando bajo la dirección de Caspar Wrede. Sus primeros papeles fueron en las obras The Rivals de Richard Brinsley Sheridan y El príncipe de Homburg de Heinrich von Kleist. Desde entonces, ha interpretado una variedad de personajes, incluyendo los personajes principales de El rey Lear en una producción de 1999 y en una producción de 2001 de Tío Vania.
La relación entre Courtenay y Wrede continuó durante los años. Interpretó el papel principal en la adaptación cinematográfica de Un día en la vida de Iván Denisovich de Aleksandr Solzhenitsyn, dirigida por Wrede. Posteriormente, Courtenay apareció en The Dresser junto a Albert Finney. Ambos recibieron nominaciones al Óscar al mejor actor en 1983, aunque perdieron ante Robert Duvall. En 1991, interpretó a William Bentley en Let Him Have It.
Aunque su trabajo para la televisión y la radio ha sido relativamente menor, Courtenay ha participado en varias producciones exitosas. Actuó en adaptaciones de la BBC de She Stoops to Conquer y de varias obras de Alan Ayckbourn. También apareció en el telefilme estadounidense I Heard the Owl Call My Name. Igualmente, realizó un cameo como el antropólogo Bronislaw Malinowski en el telefilme de 1995 The Adventures of Young Indiana Jones: Treasure of the Peacock's Eye. En 1998, trabajó de nuevo junto a Albert Finney, esta vez para el drama de la BBC A Rather English Marriage. En 2004, participó en la obra radial de Ben Steiner A Brief Interruption, la cual fue transmitida por BBC Radio 4. También para Radio 4, participó en The Domino Man of Lancashire, Maurice y Man in the Moon, transmitidas en 2007.
En 2002, basándose en una idea de Michael Godley, Courtenay organizó un espectáculo titulado Pretending To Be Me basado en las cartas y escrituras del poeta Philip Larkin. El espectáculo fue estrenado en West Yorkshire Playhouse en Leeds. Posteriormente fue trasladado al Comedy Theatre en West End.
En 2007, Courtenay apareció en dos filmes: Flood de Tony Mitchell y La brújula dorada de Chris Weitz. En 2008, apareció en la adaptación de la BBC de La pequeña Dorrit y en la edición navideña de The Royle Family.
En marzo de 2011 formó parte del reparto de la película Gambit, dirigida por Michael Hoffman, que se estrenó en el Reino Unido en noviembre de 2012. En 2012, coprotagonizó Quartet, primera película dirigida por Dustin Hoffman.

### Vida personal
Courtenay estuvo casado con la actriz Cheryl Kennedy desde 1973 hasta 1982. En 1988, se casó con Isabel Crossley, una directora de escenario en el Royal Exchange Theatre.

## Filmografía

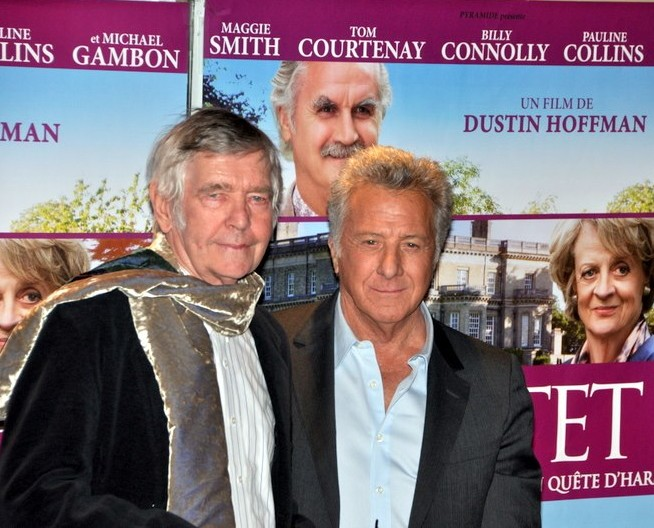
Tom Courtenay (izquierda) con Dustin Hoffman en la presentación de Quartet en 2013.

- La soledad del corredor de fondo (The Loneliness of the Long Distance Runner) (1962)
- Private Potter (1962)
- Billy Liar (1963)
- King & Country (1964)
- Doctor Zhivago (1965)
- King Rat (1965)
- Operación Crossbow (1965)
- The Day the Fish Came Out (1967)
- La noche de los generales (1967)
- Otley (1968)
- Sentencia para un dandy (1968)
- One Day in the Life of Ivan Denisovich (1970)
- To Catch a Spy (1971)
- The Dresser (1983)
- Leonard Part 6 (1987)
- Happy New Year (1987)
- Let Him Have It (1991)
- The Last Butterfly (1991)
- The Boy from Mercury (1996)
- Famous Fred (1996)
- Whatever Happened to Harold Smith? (1999)
- Last Orders (2001)
- Nicholas Nickleby (2002)
- La brújula dorada (2007)
- Flood (2007)
- Quartet (2012)
- Gambit (2012)
- Night Train to Lisbon (2013)
- 45 años (2015)
- Dad's Army (2016)
- The Guernsey Literary and Potato Peel Pie Society (2018)
- The Aeronauts (2019)[3]
- King of Thieves (2019)
- The Queen's Corgi (2019)

## Teatro
- La gaviota de Anton Chéjov (1960)
- Enrique IV, parte 1 de William Shakespeare (1961)
- Noche de reyes de William Shakespeare (1961)
- Billy Liar de Keith Waterhouse (1961)
- Andorra de Max Frisch (1964)
- El jardín de los cerezos de  Anton Chéjov (1966)
- Macbeth de William Shakespeare (1966)
- Charley's Aunt de Brandon Thomas  (1967)
- The Playboy of the Western World de  John Millington Synge  (1968)
- Romeo y Julieta de William Shakespeare (1968)
- Hamlet de William Shakespeare (1968)
- She Stoops to Conquer de Oliver Goldsmith (1969)
- Peer Gynt de Henrik Ibsen  (1970)
- Time and Time Again de Alan Ayckbourn (1972)
- Arms and the Man (1973)
- The Norman Conquests de Alan Ayckbourn  (1974)
- The Fool de Edward Bond (1975)
- The Rivals de Richard Brinsley Sheridan (1976)
- The Prince of Homburg de Heinrich von Kleist  (1976)
- Otherwise Engaged de Simon Gray (1977)
- Clouds de Michael Frayn  (1978)
- Crimen y castigo (1978)
- The Dresser de Ronald Harwood  (1980)
- El misántropo de Molière (1981)
- Andy Capp de Alan Price (1982)
- Jumpers de Tom Stoppard (1984)
- Rookery Nook de Ben Travers (1986)
- El enfermo imaginario de Molière (1987)
- Dealing with Clair de Martin Crimp (1988)
- El avaro de Molière (1992)
- Poison Pen de Ronald Harwood  (1993)
- Moscow Stations de Venedict Yerofeyev (1993)
- Tío Vania de Anton Chéjov (1995)
- Arte de Yasmina Reza (1996)
- El rey Lear de William Shakespeare (1999)
- Tío Vania de Anton Chéjov (2001)
- Pretending To Be Me (2003)

## Premios y distinciones
Premios Óscar
| Año  | Categoría              | Película            | Resultado |
| ---- | ---------------------- | ------------------- | --------- |
| 1966 | Mejor actor de reparto | Doctor Zhivago      | Nominado  |
| 1984 | Mejor actor            | La sombra del actor | Nominado  |

Festival Internacional de Cine de Venecia
| Año  | Categoría                 | Película     | Resultado |
| ---- | ------------------------- | ------------ | --------- |
| 1964 | Copa Volpi al mejor actor | Rey y Patria | Ganador   |